# آیرووو
آیرووو (به بلغاری: Ayrovo) یک منطقهٔ مسکونی در بلغارستان است که در شهرستان کاردژالی واقع شده‌است.